# Oxymitra hirsuta
Oxymitra hirsuta là loài thực vật có hoa thuộc họ Na. Loài này được (Benth.) Sprague & Hutch. mô tả khoa học đầu tiên năm 1916.